# Clayton da Silveira da Silva
Clayton da Silveira da Silva (Rio de Janeiro, 23 oktober 1995), voetbalnaam Clayton, is een Braziliaans voetballer.

## Carrière

### Atlético Mineiro
Clayton stroomde in 2012 door vanuit de jeugdopleiding van Figueirense. Het zou echter nog twee jaar duren voordat hij een vaste waarde werd als aanvaller. Clayton groeide uit tot een van de revelaties van de Braziliaanse Serie A en verschillende ploegen toonden interesse in hem. In februari 2016 maakte hij een transfer naar het grotere Atlético Mineiro. De eenmalige landskampioen betaalde na langdurige onderhandelingen circa €3.000.000,- voor de diensten van Clayton. Onderdeel van de deal was dat Atlético Mineiro-spelers Rafael Moura en Raphael Guimarães de Paula (Dodô) op huurbasis aan de slag gingen bij Figueirense. Er werd in Brazilië verbaasd gereageerd op de lage transfersom die was gemoeid met de overname. Clayton tekende een contract voor vijf seizoenen. Twee maanden later liet trainer Diego Aguirre hem debuteren in de achtste finale van de Copa Libertadores tegen het Argentijnse Racing Club (0-0). Het betekende voor Clayton tevens zijn debuut in een internationaal toernooi.
In zijn eerste seizoen kwam Clayton tot 27 competitiewedstrijden, waarin hij viermaal het net wist te vinden. Ondanks de vele trainerswisselingen bij de club dat seizoen bleef hij voornamelijk functioneren als basisspeler. Het seizoen werd afgesloten met een vijfde plaats. Clayton belandde vervolgens op een zijspoor en werd voor het seizoen 2017 verhuurd aan competitiegenoot Corinthians Paulista. Dit liep echter niet uit op een succes. Trainer Fábio Carille gunde de Braziliaanse aanvaller nauwelijks speelminuten, waardoor hij in augustus vervroegd terugkeerde naar Belo Horizonte. Hij maakte vervolgens weer minuten bij Atlético Mineiro, maar moest het eind van het seizoen laten schieten door achillespeesproblemen. Nadien zou hij geen minuut meer spelen voor de ploeg uit Belo Horizonte. De club verhuurde hem in 2018 en 2019 aan respectievelijk EC Bahia en Vasco da Gama. Vanwege een gebrek aan (kans op) speelminuten, werd Claytons contract in juni 2020 na onderling overleg ontbonden. Hij kwam in 2016 als groot talent, maar wist nooit aan de verwachtingen te voldoen.

### Dynamo Kiev
In juli 2020 vloog Clayton op uitnodiging van Mircea Lucescu naar Kiev om op proef te gaan bij FC Dynamo Kiev. Op 6 oktober maakte Dynamo Kiev via de officiele kanalen bekent de speler gecontracteerd te hebben. Zijn eerste buitenlandse avontuur liep echter uit op een debacle, hij kwam slechts één wedstrijd in actie voor de blauw-witten. Aan het einde van het seizoen werd de samenwerking beëindigd. 

### Perak FC
Clayton keerde vervolgens terug naar zijn geboorteland, waar hij speelde voor achtereenvolgend CSA, Londrina EC en Hercílio Luz. In april 2024 trok de aanvaller naar het Maleisische Perak FC, waar hij een contract tekende voor een jaar. Aan het einde van de jaargang 2024/25 ging de club failliet en kwam Clayton dusdoende zonder club te zitten.